# Всеволожский переулок
Все́воложский переу́лок — небольшая улица в центре Москвы в Хамовниках между Остоженкой и Пречистенкой.

## Происхождение названия
Название XVIII века по фамилии живших здесь дворян Всеволожских. Наиболее известен Николай Всеволожский — историк, библиофил, владелец типографии; издавал художественную, историческую, медицинскую литературу; особенно ценно изданное им собрание государственных грамот и договоров (1813 год).

## Описание
Всеволожский переулок соединяет Остоженку и Пречистенку. Первый из 8 таких переулков. Начинается от Остоженки напротив Пожарского переулка, проходит на северо-запад до Пречистенки, за которой переходит в Хрущёвский переулок.

## Здания и сооружения

### По нечётной стороне
- № 3 — Доходный дом, построен в 1913 году по проекту архитектора Н. И. Жерихова. Здесь вместе с мужем, танцовщиком Михаилом Цивиным, жила балерина и педагог Татьяна Голикова[1]. 19 апреля 2015 года в рамках проекта «Последний адрес» на доме была установлена табличка в память о репрессированном жильце, инженере Б. И. Талевиче.
- № 5 — здание АТС (1980, архитектор Ю. Н. Шевердяев) — снесено.

### По чётной стороне
- № 2/10 — Объединение религиозных организаций современного иудаизма в России.
- № 2 — ПКТИ Техностройпром; Юнионстройинвест; ВКС Школа иностранных языков.
- № 2, стр. 2 — инвестиционная компания «Церих»; Стройиндустрия.
- № 2, стр. 2 — Швейцарская стоматология «Swiss Smile».